# Manuel Zuliani
Pour les articles homonymes, voir Zuliani.

a Compétitions nationales et continentales officielles uniquement.

b Matchs officiels uniquement.
Dernière mise à jour le 17 mars 2022.
Manuel Zuliani, né le 26 avril 2000 à Castelfranco Veneto (Italie), est un joueur italien de rugby à XV. Il évolue au poste de troisième ligne aile  pour Mogliano en Top10 ainsi qu'avec le Benetton Trévise tant que permit player,

## Carrière

### En club
Formé à Trévise, où il est notamment capitaine de l'équipe des moins de 18 ans du club, Manuel Zuliani rejoint en 2018 l'académie nationale de la FIR.
Il rejoint ensuite Calvisano lors du Challenge européen 2019-2020  en tant que joueur supplémentaire.
Pour la dernière partie de la Saison 2019-2020 du Pro14 et pour la saison 2020-2021, alors qu'il a signé au Mogliano Rugby, il évolue également avec Benetton Trévise en tant que permit player,.

### En sélection
Manuel Zuliani joue avec l'équipe italienne des moins de 20 ans pour le Six Nations junior 2019 et 2020.
Lors de cette édition 2020 — interrompue après deux matchs à cause de la Pandémie de Covid-19 — il joue notamment un rôle central avec Paolo Garbisi et Stephen Varney dans la victoire de l'Italie contre le pays de Galles à Colwyn Bay.
En mai 2023, il est sélectionné avec l'Italie dans un groupe de 46 joueurs pour préparer la Coupe du monde 2023.
En janvier 2024, il est convoqué pour le Tournoi des Six Nations.